# Eleutério José Velho Bezerra
Eleutério José Velho Bezerra foi um político brasileiro.

Foi deputado à Assembleia Legislativa Provincial de Santa Catarina na 6ª legislatura (1846 — 1847), na 7ª legislatura (1848 — 1849), e na 8ª legislatura (1850 — 1851).
Foi cavaleiro da Imperial Ordem do Cruzeiro (1830) e oficial da Imperial Ordem da Rosa (1845).